# 1686

## Събития
- Второ търновско въстание. Търновци обявяват за княз Ростислав Стратимирович, смятан за потомък на цар Иван Срацимир.

## Родени
- 24 май – Габриел Фаренхайт, физик

## Починали
- 11 декември – Конде, френски офицер